# مارزبانیان
مارزبانیان (Ophioglossaceae) تیره‌ای از سرخس‌تباران که دارای برگ‌های غیرمنقسم و هاگدان‌های رأسی هستند.